# Guillermo Lahoz
Guillermo Lahoz Rodríguez, más conocido como Willy Lahoz, (Madrid, el 26 de agosto de 1971) es un jugador de pádel profesional español.

## Carrera
Willy comenzó a jugar al pádel en un club de tenis de Madrid, donde con unos amigos probaron a jugar al pádel por primera vez. La muerte de su compañero de pádel en sus comienzos, le ha marcado para siempre, por lo que siempre que gana un partido se lo dedica a él. En 2015, tras la lesión de Pablo Lima formó pareja con Fernando Belasteguín, uno de los mejores jugadores de todos los tiempos. Con él, ganó 2 torneos WPT a la edad de 44 años.  Después formó pareja con Aday Santana, siendo la mejor pareja íntegramente española. En 2016, junto a Aday Santana, jugaron la fase de grupos del Master Final.
En 2017 Matías Marina Artuso se convirtió en su nueva pareja deportiva. Sin embargo, en los primeros torneos de la temporada no se entendieron y desde el Master de Barcelona, el cuarto torneo de la temporada, Pablo Lijó se convirtió en la nueva pareja deportiva de Willy.
El 7 de julio de 2017, Lijó y Lahoz, ganaron el Challenger de Cabrera de Mar al derrotar en la final a José Antonio García Diestro y a Martín Sánchez Piñeiro por 6-0 y 7-5.
En 2018, Martín Sánchez Piñeiro se convierte en su nueva pareja deportiva.

## Pádel Pro Tour - World Padel Tour

### Títulos
| N.º | Año                 | Torneo                 | Pareja               | Oponentes en la final       | Resultado |
| --- | ------------------- | ---------------------- | -------------------- | --------------------------- | --------- |
| 1   | 12 de abril de 2015 | Cádiz                  | Fernando Belasteguín | Paquito Navarro Matías Díaz | 6-4 / 6-3 |
| 2   | 26 de abril de 2015 | Santa Cruz de La Palma | Fernando Belasteguín | Paquito Navarro Matías Díaz | 6-2 / 7-6 |

### Finales
| N.º | Año                 | Torneo    | Pareja           | Oponentes en la final                 | Resultado |
| --- | ------------------- | --------- | ---------------- | ------------------------------------- | --------- |
| 1.  | 19 de mayo de 2008  | Barcelona | Gastón Malacalza | Juan Martín Díaz Fernando Belasteguín | 3-6 / 2-6 |
| 2.  | 29 de junio de 2008 | Logroño   | Gastón Malacalza | Juan Martín Díaz Fernando Belasteguín | 2-6 / 5-7 |

## Palmarés
- San Fernando Open 2015, junto a Fernando Belasteguín
- Isla de La Palma Open 2015, junto a Fernando Belasteguín
- Challenger de Cabrera de Mar 2017, junto a Pablo Lijó